# Trematosphaeriopsis
Trematosphaeriopsis är ett släkte av lavar. Trematosphaeriopsis ingår i ordningen Pleosporales, klassen Dothideomycetes, divisionen sporsäcksvampar och riket svampar.
|                     | Pleomassariaceae                                 |
|                     |                                                  |
|                     | Naetrocymbaceae                                  |
|                     |                                                  |
|                     | Dacampiaceae                                     |
|                     |                                                  |
|                     | Arthopyreniaceae                                 |
|                     |                                                  |
|                     | Aigialaceae                                      |
|                     |                                                  |
|                     | Amniculicolaceae                                 |
|                     |                                                  |
|                     | Corynesporascaceae                               |
|                     |                                                  |
|                     | Cucurbitariaceae                                 |
|                     |                                                  |
|                     | Delitschiaceae                                   |
|                     |                                                  |
|                     | Diademaceae                                      |
|                     |                                                  |
|                     | Didymosphaeriaceae                               |
|                     |                                                  |
|                     | Dothidotthiaceae                                 |
|                     |                                                  |
|                     | Fenestellaceae                                   |
|                     |                                                  |
|                     | Leptosphaeriaceae                                |
|                     |                                                  |
|                     | Lindgomycetaceae                                 |
|                     |                                                  |
|                     | Lophiostomataceae                                |
|                     |                                                  |
|                     | Massarinaceae                                    |
|                     |                                                  |
|                     | Melanommataceae                                  |
|                     |                                                  |
|                     | Montagnulaceae                                   |
|                     |                                                  |
|                     | Morosphaeriaceae                                 |
|                     |                                                  |
|                     | Mytilinidiaceae                                  |
|                     |                                                  |
|                     | Parodiellaceae                                   |
|                     |                                                  |
|                     | Phaeosphaeriaceae                                |
|                     |                                                  |
|                     | Phaeotrichaceae                                  |
|                     |                                                  |
|                     | Pleosporaceae                                    |
|                     |                                                  |
|                     | Sporormiaceae                                    |
|                     |                                                  |
|                     | Testudinaceae                                    |
|                     |                                                  |
|                     | Tetraplosphaeriaceae                             |
|                     |                                                  |
|                     | Tubeufiaceae                                     |
|                     |                                                  |
|                     | Venturiaceae                                     |
|                     |                                                  |
|                     | Zopfiaceae                                       |
|                     |                                                  |
|                     | Phoma                                            |
|                     |                                                  |
|                     | Speira                                           |
|                     |                                                  |
|                     | Centrospora                                      |
|                     |                                                  |
|                     | Mycocentrospora                                  |
|                     |                                                  |
|                     | Pyrenochaeta                                     |
|                     |                                                  |
|                     | Stagonosporopsis                                 |
|                     |                                                  |
|                     | Ascochyta                                        |
|                     |                                                  |
|                     | Anguillospora                                    |
|                     |                                                  |
|                     | Sporidesmium                                     |
|                     |                                                  |
|                     | Ascochytula                                      |
|                     |                                                  |
|                     | Ascochytella                                     |
|                     |                                                  |
|                     | Sporocybe                                        |
|                     |                                                  |
|                     | Periconia                                        |
|                     |                                                  |
|                     | Berkleasmium                                     |
|                     |                                                  |
|                     | Didymella                                        |
|                     |                                                  |
|                     | Herpotrichia                                     |
|                     |                                                  |
|                     | Dictyosporium                                    |
|                     |                                                  |
|                     | Fusculina                                        |
|                     |                                                  |
|                     | Briansuttonia                                    |
|                     |                                                  |
|                     | Leptosphaerulina                                 |
|                     |                                                  |
|                     | Elegantimyces                                    |
|                     |                                                  |
|                     | Phaeostagonospora                                |
|                     |                                                  |
|                     | Massariosphaeria                                 |
|                     |                                                  |
|                     | Extrusothecium                                   |
|                     |                                                  |
|                     | Ascoronospora                                    |
|                     |                                                  |
|                     | Hyalobelemnospora                                |
|                     |                                                  |
|                     | Immotthia                                        |
|                     |                                                  |
|                     | Helicascus                                       |
|                     |                                                  |
|                     | Dactuliophora                                    |
|                     |                                                  |
|                     | Clavariopsis                                     |
|                     |                                                  |
|                     | Subbaromyces                                     |
|                     |                                                  |
|                     | Pseudochaetosphaeronema                          |
|                     |                                                  |
|                     | Coronospora                                      |
|                     |                                                  |
|                     | Protocucurbitaria                                |
|                     |                                                  |
|                     | Pseudotrichia                                    |
|                     |                                                  |
| Trematosphaeriopsis | \| \| Trematosphaeriopsis parmeliana \| \| \| \| |
|                     | \| \| Trematosphaeriopsis parmeliana \| \| \| \| |
|                     | Passerinula                                      |
|                     |                                                  |
|                     | Metameris                                        |
|                     |                                                  |
|                     | Neopeckia                                        |
|                     |                                                  |
|                     | Cheiromoniliophora                               |
|                     |                                                  |
|                     | Digitodesmium                                    |
|                     |                                                  |
|                     | Boeremia                                         |
|                     |                                                  |
|                     | Amarenomyces                                     |
|                     |                                                  |
|                     | Setomelanomma                                    |
|                     |                                                  |
|                     | Didymocrea                                       |
|                     |                                                  |
|                     | Wettsteinina                                     |
|                     |                                                  |
|                     | Letendraea                                       |
|                     |                                                  |
|                     | Rhopographus                                     |
|                     |                                                  |
|                     | Shiraia                                          |
|                     |                                                  |
|                     | Farlowiella                                      |
|                     |                                                  |
|                     | Paraliomyces                                     |
|                     |                                                  |
|                     | Macroventuria                                    |
|                     |                                                  |
|                     | Neophaeosphaeria                                 |
|                     |                                                  |
|                     | Pseudodidymella                                  |
|                     |                                                  |
|                     | Mycodidymella                                    |
|                     |                                                  |
|                     | Ochrocladosporium                                |
|                     |                                                  |
|                     | Cheirosporium                                    |
|                     |                                                  |
|                     | Margaretbarromyces                               |
|                     |                                                  |
|                     | Versicolorisporium                               |
|                     |                                                  |
|                     | Monoblastiopsis                                  |
|                     |                                                  |
|                     | Ocala                                            |
|                     |                                                  |
|                     | Lentithecium                                     |
|                     |                                                  |
|                     | Tingoldiago                                      |
|                     |                                                  |
|                     | Wicklowia                                        |
|                     |                                                  |
|                     | Aquaticheirospora                                |
|                     |                                                  |
|                     | Ascorhombispora                                  |
|                     |                                                  |
|                     | Trematosphaeriopsis parmeliana                   |
|                     |                                                  |

|  | Trematosphaeriopsis parmeliana |
|  |                                |